# ملیک گاسپاریان
ملیک آپرسی گاسپاریان (ارمنی: Մելիք Ապրեսի Գասպարյան؛ زادهٔ ۲ ژانویهٔ ۱۹۵۱) یک سیاستمدار اهل ارمنستان بود که از تاریخ ۱۹۹۹ تا تاریخ ۲۰۰۳ سمت نمایندگی دوره دوم مجلس ملی جمهوری ارمنستان و بار دیگر از تاریخ ۲۰۰۷ تا تاریخ ۲۰۰۹ سمت نمایندگی دوره چهارم مجلس ملی جمهوری ارمنستان (ناتمام) را برعهده داشت.

## زندگی‌نامه
در ۲ ژانویهٔ ۱۹۵۱ در متس ماسریک به دنیا آمد و از دانشگاه ملی علوم کشاورزی ارمنستان فارغ‌التحصیل شد.  وی در روز پنجشنبه ۸ اکتبر ۲۰۰۹ در سن ۵۸ سالگی در بزرگراه چارنتساوان-ایروان در اثر رانندگی کشته شد.